# Calidris fuscicollis
El correlimos culiblanco (Calidris fuscicollis), también denominado correlimos lomiblanco, correlimos de Bonaparte, playerito de rabadilla blanca, playero de lomo blanco y chorlito de rabadilla blanca, es una especie de ave caradriforme de la familia Scolopacidae que vive en América. Cría en la tundra de Norteamérica y migra a Sudamérica para pasar el invierno. Es un divagante raro pero regular en Europa y a veces llega incluso hasta Australia.

## Descripción
El correlimos culiblanco mide unos 15 cm de pico a cola. Los adultos de correlimos culiblanco tienen las patas negras y el pico estrecho y oscuro. Tiene las partes superior del cuerpo jaspeados en pardo, a excepción del obispillo que es blanco. Sus partes inferiores son principalmente blancas con el pecho veteado en marrón. Tiene una lista blanca que atraviesa sus ojos. Su plumaje de invierno tiene las partes superiores más claras. Tiene un aspecto similar a otras limícolas aunque en vuelo muestra unas largas alas que lo caracterizan.

## Alimentación
Estas aves se alimentan sondeando con su pico en el barro o en las aguas someras de las marismas o la tundra. Se alimentan principalmente de insectos, moluscos y gusanos y también algo de materia vegetal.